# Marcus Rosner
Marcus Rosner (* 10. August 1989 in Campbell River, British Columbia) ist ein kanadischer Schauspieler.

## Leben
Rosner wurde in Campbell River, British Columbia, als Sohn von Mark und Christine Rosner geboren. Als Kind zog er viel um, wuchs aber hauptsächlich in Sherwood Park, Alberta, auf. Er begann seine Karriere als Schauspieler in Vancouver, British Columbia und lebte einige Zeit in Toronto, Ontario. Seit 2012 war er in mehr als 50 Film- und Fernsehproduktionen zu sehen.

## Filmografie (Auswahl)
- 2012: The Secret Circle (Fernsehserie, Episode 1x12)
- 2012: This American Housewife (Fernsehserie, Episode 1x01)
- 2012: Joey Dakota (Fernsehfilm)
- 2012–2018: Arrow (Fernsehserie, 2 Episoden)
- 2013: Fighting Free (Kurzfilm)
- 2013: Untold Stories of the E.R. (Fernsehserie, Episode 8x03)
- 2014: Entertainment (Kurzfilm)
- 2014: Continuum (Fernsehserie, Episode 3x12)
- 2014: Rush (Fernsehserie, Episode 1x04)
- 2014: Garage Sale Mystery (Fernsehserie, Episode 1x02)
- 2014: Supernatural (Fernsehserie, Episode 10x06)
- 2014: Once Upon a Time – Es war einmal … (Once Upon a Time, Fernsehserie, 2 Episoden)
- 2014–2015: Girlfriends’ Guide to Divorce (Fernsehserie, 2 Episoden)
- 2015: A World Beyond (Tomorrowland)
- 2015: Janette Oke: Die Coal Valley Saga (When Calls the Heart, Fernsehserie, 7 Episoden)
- 2015: Mistresses (Fernsehserie, Episode 3x06)
- 2015: Single & Dating in Vancouver (Fernsehserie, Episode 2x02)
- 2015: Ghost Unit (Fernsehserie, Episode 1x01)
- 2015: A Christmas Detour (Fernsehfilm)
- 2016: Appetite for Love (Fernsehfilm)
- 2016: You Me Her (Fernsehserie, Episode 1x01)
- 2016: Summer of Dreams (Fernsehfilm)
- 2016: Autumn In the Vineyard (Fernsehfilm)
- 2016: A Firehouse Christmas (Fernsehfilm)
- 2017: Fixer Upper Mysteries (Fernsehserie, Episode 1x01)
- 2017: The Birthday Wish (Fernsehfilm)
- 2017: Infidelity in Suburbia (Fernsehfilm)
- 2017: Summer in the Vineyard (Fernsehfilm)
- 2017: A Harvest Wedding (Fernsehfilm)
- 2017: Maternal Instinct (Fernsehfilm)
- 2017: Christmas In Evergreen (Fernsehfilm)
- 2018: UnREAL (Fernsehserie, 6 Episoden)
- 2018: Yes, I Do (Fernsehfilm)
- 2018: Poinsettias for Christmas (Fernsehfilm)
- 2019: Valentine in the Vineyard (Fernsehfilm)
- 2019: The Killer Downstairs (Fernsehfilm)
- 2019: Dance with a Demon (Kurzfilm)
- 2019: Sweet Mountain Christmas (Fernsehfilm)
- 2020: The Wedding Planners (Fernsehserie, Episode 1x05)
- 2020: Killer in the Guest House (Fernsehfilm)
- 2020: Love on Harbor Island (Fernsehfilm)
- 2020: Christmas with a Crown (Fernsehfilm)
- 2021: Love Stories in Sunflower Valley (Fernsehfilm)
- 2021: A Vineyard Romance (Fernsehfilm)
- 2022: Romance to the Rescue (Fernsehfilm)
- 2022: My Fake Boyfriend
- 2022: From Italy with Amore (Fernsehfilm)
- 2023: Sex/Life (Fernsehserie, Episode 2x04)
- 2023: The Love Club (Fernsehserie, 2 Episoden)
- 2023: Team Bride (Fernsehfilm)
- 2023: Ride (Fernsehserie, 6 Episoden)
- 2023: Finding Mr. Right